# Les Hameaux
Les Hameaux is een gehucht in Le Héron in de Franse gemeente Morville-le-Héron in het departement Seine-Maritime. Het gehucht ligt op een hoogte, 2,5 kilometer ten noordoosten van het oude dorpscentrum van Le Héron.

## Geschiedenis
Oude vermeldingen van de plaats als Les Hameaux gaan terug tot de 16de eeuw. De 18de-eeuwse Cassinikaart toont hier het plaatsje les Hameaux.
Op het eind van het ancien régime eind 18de eeuw, toen de gemeenten werden gecreëerd, werd Les Hameaux ondergebracht in de gemeente Héron. 
Met de fusie van de gemeente Le Héron in Morville-le-Héron in 2025 werd Les Hameaux een deel van deze nieuwe gemeente.
Clanquemeule · Les Hameaux · Le Héron · Le Mesnil · Morville-sur-Andelle · Le Tot